# Pfarrkirche Matrei in Osttirol

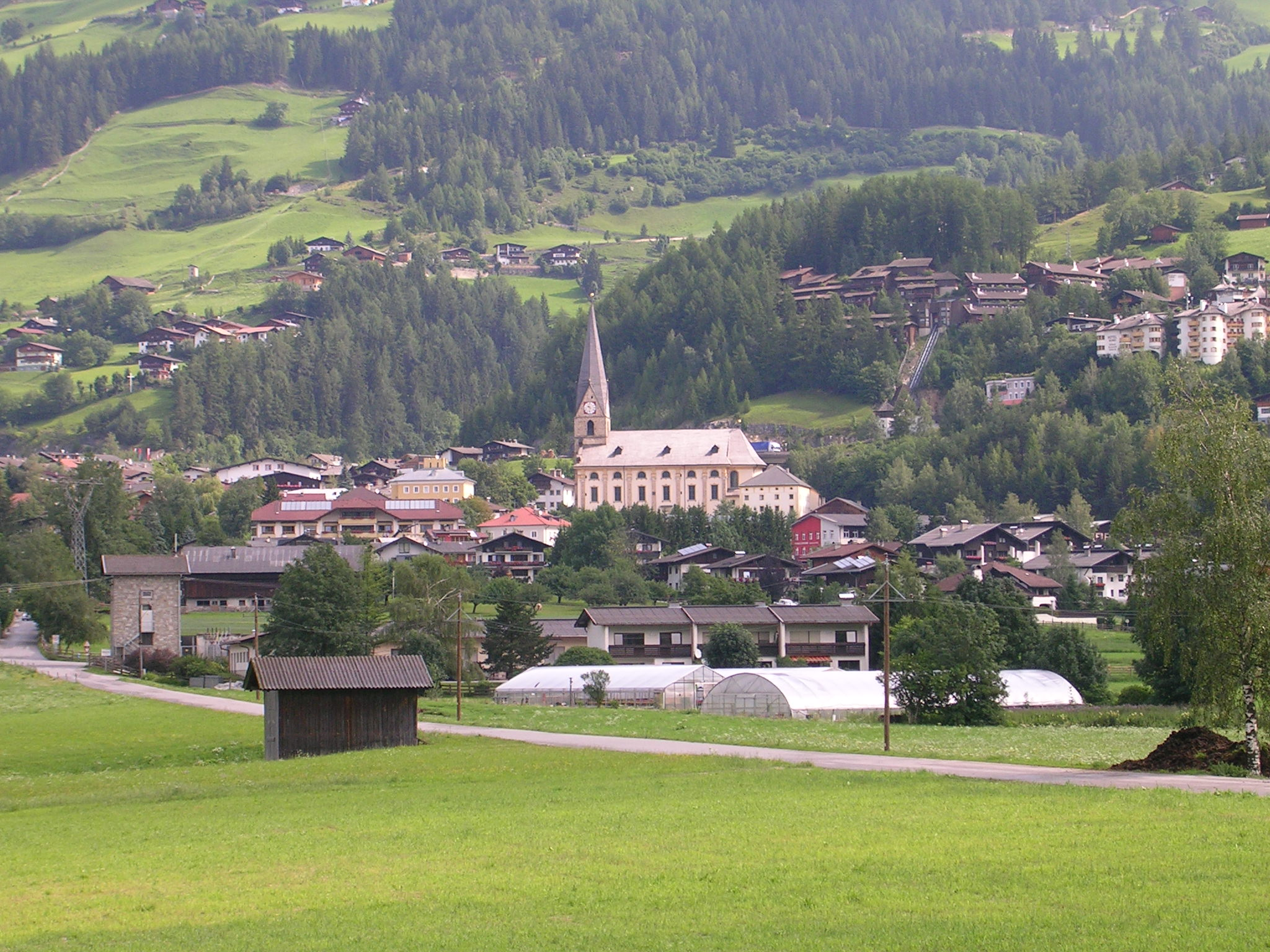
Blick von Westen auf Matrei und die Pfarrkirche St. Alban

Die römisch-katholische Pfarrkirche St. Alban in Matrei in Osttirol ist mit ihrem 86 Meter hohen Turm die größte Landkirche Tirols. Sie wurde dem heiligen Alban von Mainz geweiht. Trotz eines barocken Gesamteindrucks steht die Kirche architektonisch an der Wende vom Spätbarock hin zum Frühklassizismus. Sie steht unter Denkmalschutz.

## Geschichte

### Frühe Pfarrgeschichte

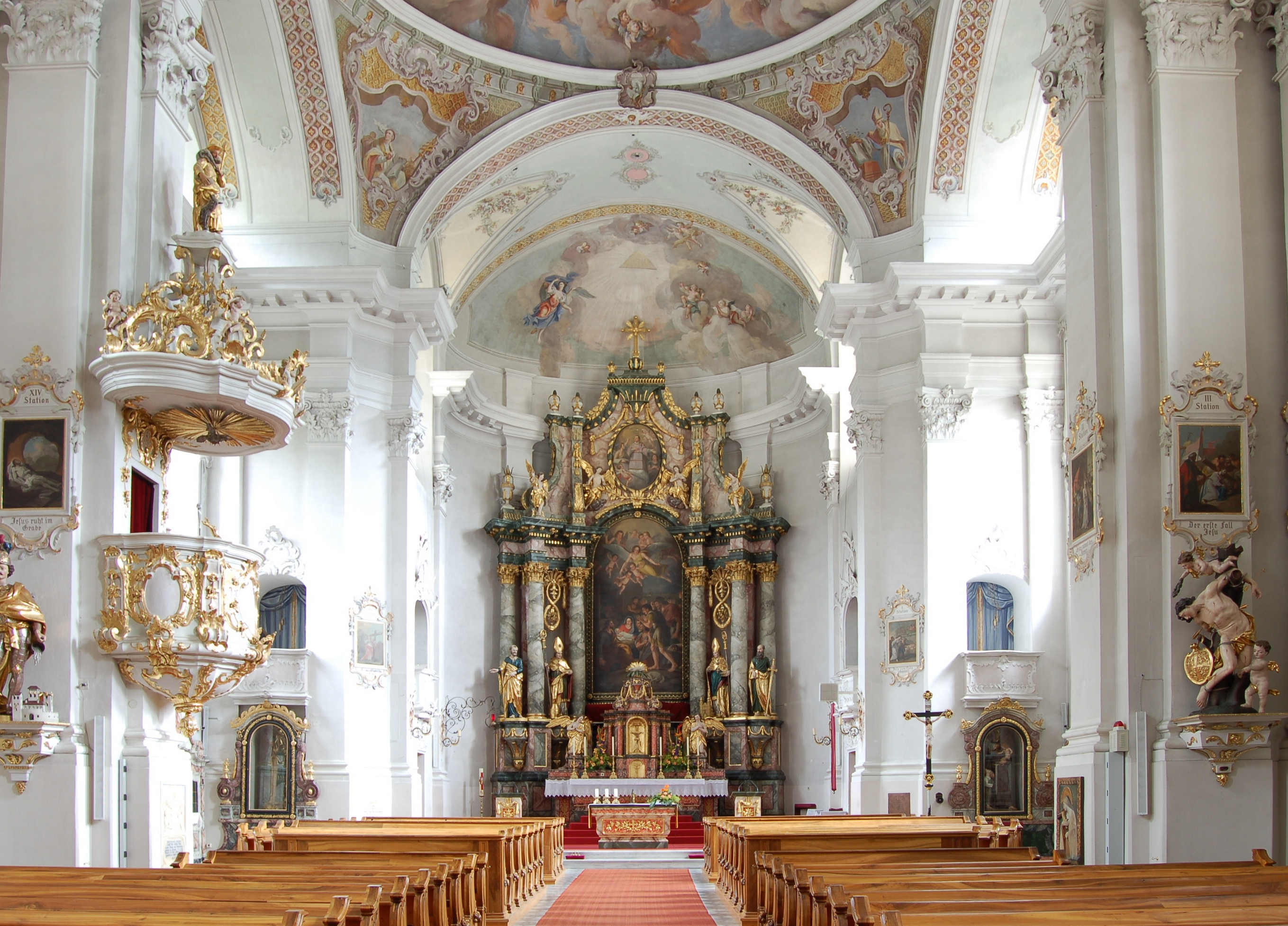
Innenansicht der Matreier Pfarrkirche

Nachdem im 8. Jahrhundert das slawische Karantanien an das Herzogtum Bayern gekommen war, wurde Osttirol von bairischen Kolonisten besiedelt, womit eine Christianisierung der Region einherging. Das Patriarchat Aquileia gründete vermutlich die Urpfarre Virgen, aus der das spätere Landdekanat Virgen hervorging und zu dem neben dem Defereggental und Kals auch Matrei gehörte. Durch die Bestimmungen des Reichstags von Aachen 811 kam das Gebiet Matreis jedoch in den Diözesanbereich des Erzbistums Salzburg. Vermutlich wurde Matrei in dieser Zeit zu einer eigenen Pfarre erhoben, da sie später als Salzburger Urpfarre galt, die neben dem heutigen Pfarrgebiet auch Mitteldorf, Huben und das Defereggental mit Ausnahme von St. Jakob umfasste. Die älteste Pfarrkirche Matreis soll an der Stelle des heutigen Bildstocks am Kreuzbichl gestanden haben, ein Leutpriester wurde erstmals 1162 urkundlich genannt. An der Stelle der heutigen Pfarrkirche stand ursprünglich ein romanischer Bau, der jedoch um 1326 abbrannte.

### Die gotische Pfarrkirche
Nach der Zerstörung der romanischen Pfarrkirche wurde sie im gotischen Stil wiedererrichtet und 1334 mit drei Altären geweiht. 1536 führte Balthasar von Kötschach Ausbesserungsarbeiten an der Kirche durch. Vom ursprünglichen Bau ist nur noch der untere Teil des Turms (gemauerte Tuffquader) erhalten, der durch gekehlte Gesimse in Stockwerke unterteilt ist. Die Pfarrkirche hatte wie heute den Turm an der Eingangsseite, eine Salzburger Eigenheit. Danach schloss sich in östlicher Richtung ein etwa 19 Meter langes und 12 Meter breites, fünfjochiges Langhaus an. Es folgte das um fünf Stufen erhöhte vierjochige Presbyterium (14 Meter lang, 8 Meter breit), die Sakristei war im Süden angebaut. Nördlich befand sich die Ursulakapelle mit der anschließenden Totenkapelle. Eine Empore befand sich über dem Haupteingang, eine zweite wurde 1663 für die Orgel in der Mitte der nördlichen Langhauswand eingebaut. 1740 befanden sich in der Kirche fünf konsekrierte und zwei nicht konsekrierte Altäre. Diese gingen nach dem Neubau der Kirche teilweise in Privatbesitz über oder wurden in kleinere Kapellen übernommen. Eine gotische Darstellung des heiligen Alban befindet sich heute in der Filialkirche St. Nikolaus, die Diözesanheiligen Rupert und Virgil (frühes 16. Jahrhundert) sind in der Kapelle zu Allen Heiligen in Feld und eine Madonnenstatue aus der Mitte des 14. Jahrhunderts im Widum (früher Kapelle in Berg/Seinitzen) zu finden.

### Der Bau der neuen Pfarrkirche

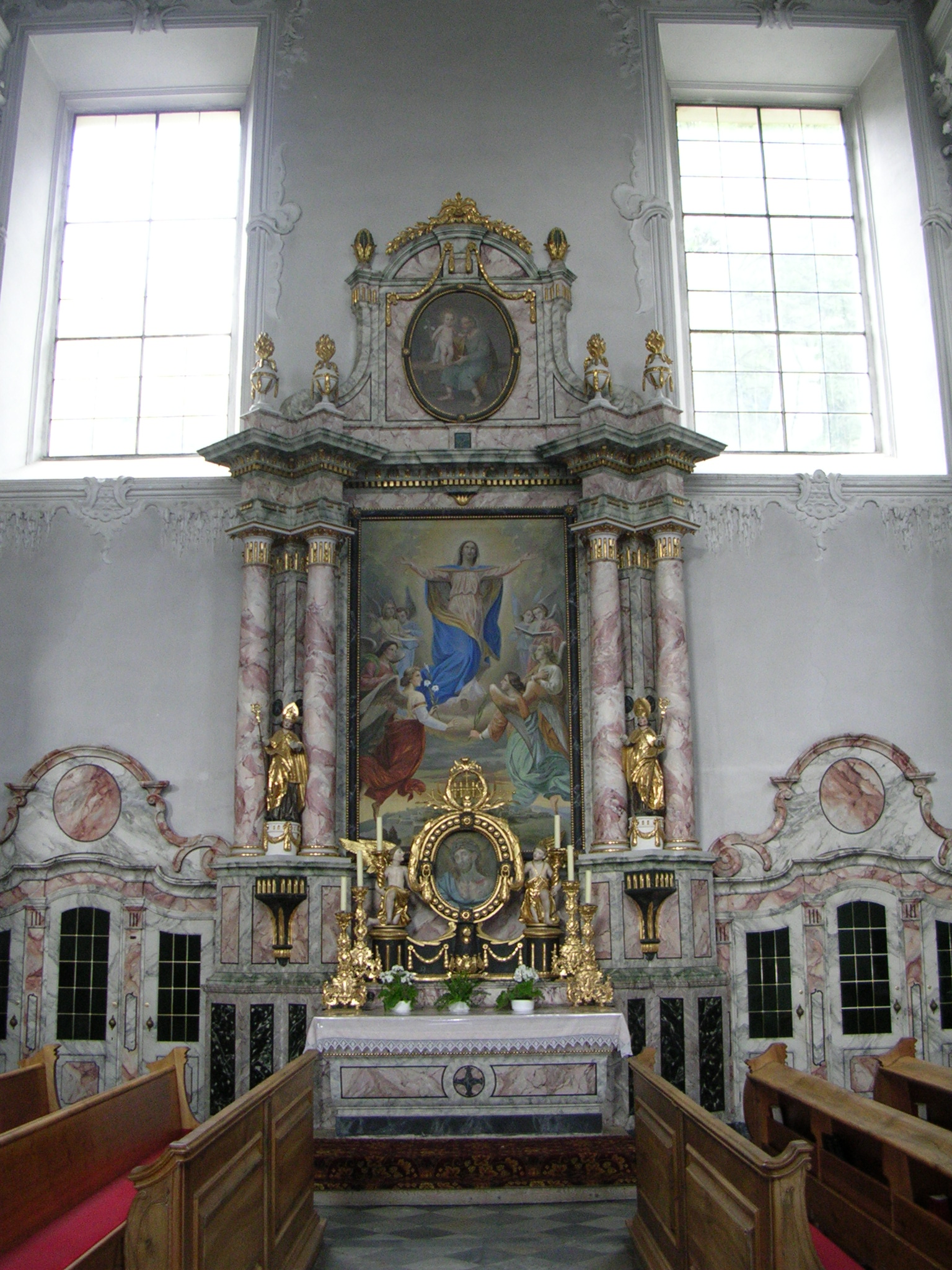
Seitenaltar der Pfarrkirche

Da der Pfarrhof im 18. Jahrhundert sehr baufällig geworden war, wurde er nach erzpriesterlichem Urteil und mit einer Genehmigung aus Salzburg zwischen 1737 und 1741 abgerissen und durch einen Neubau ersetzt. Auf einen Neubau der Pfarrkirche mussten die Matreier noch länger warten. Diese war zu jener Zeit zwar nicht baufällig, aber viel zu klein geworden. An Festtagen hatte etwa die Hälfte der Gläubigen der Messe im Freien beiwohnen müssen. Als aus Salzburg endlich der Auftrag kam, Pläne und Kostenvoranschläge für den Neubau der Kirche einzusenden, reichte auch der oberste Bausachverständige des Erzbistums Wolfgang Hagenauer einen Plan ein. Dieser sah eine Erweiterung der Kirche durch Mauerdurchbrüche und Giebeldächer nach Norden und Süden vor und sollte der Kirche einen Grundriss in Kreuzform geben. Neben Hofkammermaler Josef Adam Mölck legte gleichzeitig auch der Lienzer Baumeister Thomas Mayr einen Plan vor, der einen vollständigen Neubau der Pfarrkirche als Hallenkirche mit doppelter Grundfläche vorsah. Mölck plante eine ca. 35 Meter lange Kirche, die mit ihren drei Kapellen im Grundriss einem Kleeblatt ähnelte und im Zentralbau einen großen Chor vorsah. Der Entwurf von Mölck, der eigene großzügige Malereien beinhaltete, gefiel geistlichen und weltlichen Persönlichkeiten in Matrei, die Salzburger Entscheidungsträger bevorzugten jedoch Mayrs Plan. Da dessen geplanter Bau als zu groß erachtet wurde, beauftragte man Mayr und Hagenauer, sich gemeinsam über Größe und Proportionen zu einigen und Mayr sollte einen neuen Plan vorlegen. Hagenauer schlug vor, die Kirche nach seinem Plan mit Mayr als Baumeister zu bauen, jedoch wurde der Kirchenbau schließlich nach dem von Mayr adaptierten Plan begonnen. Auch die Bauführung lag bei Mayr, während Pfarrer Eder und Pfleger Wolf Adam Lasser die Bauaufsicht übernahmen. Im Jahr 1771 wurde mit dem Holzeinschlag begonnen. 20.000 Gulden waren für den Bau veranschlagt. Da die von Matrei in Salzburg hinterlegten 8.000 Gulden vom Erzbistum für andere Zwecke verwendet worden waren, verzögerte sich der Baubeginn, bis das Geld wieder zur Verfügung stand. 1777 wurde schließlich mit dem Neubau begonnen. Um weiter Gottesdienste abhalten zu können, wurden zunächst die Nord- und die Südmauer neben der bestehenden Kirche aufgezogen. Später verlegte man die Gottesdienste nach St. Nikolaus. Bereits im Herbst 1779 war der Rohbau fertiggestellt. Wegen des nahenden Winters wurden nun die Gottesdienste wieder zurückverlegt. Vollendet wurde die Kirche im Jahr 1783, feierlich geweiht jedoch erst am 28. Oktober 1789. Der Bau des Hochaltars und der beiden Seitenaltäre wurde 1805 begonnen und 1807 vollendet.

### Kirchenorganisation
Matrei bildet ein eigenes Dekanat, zu dem neben der Pfarre Matrei mit der Kaplanei Huben auch das Virgental (Pfarren Virgen und Prägraten), das Defereggental (Pfarren St. Jakob, St. Veit und Hopfgarten) sowie das Kalser Tal (Pfarre Kals) gehören.

## Bauwerk und Einrichtung

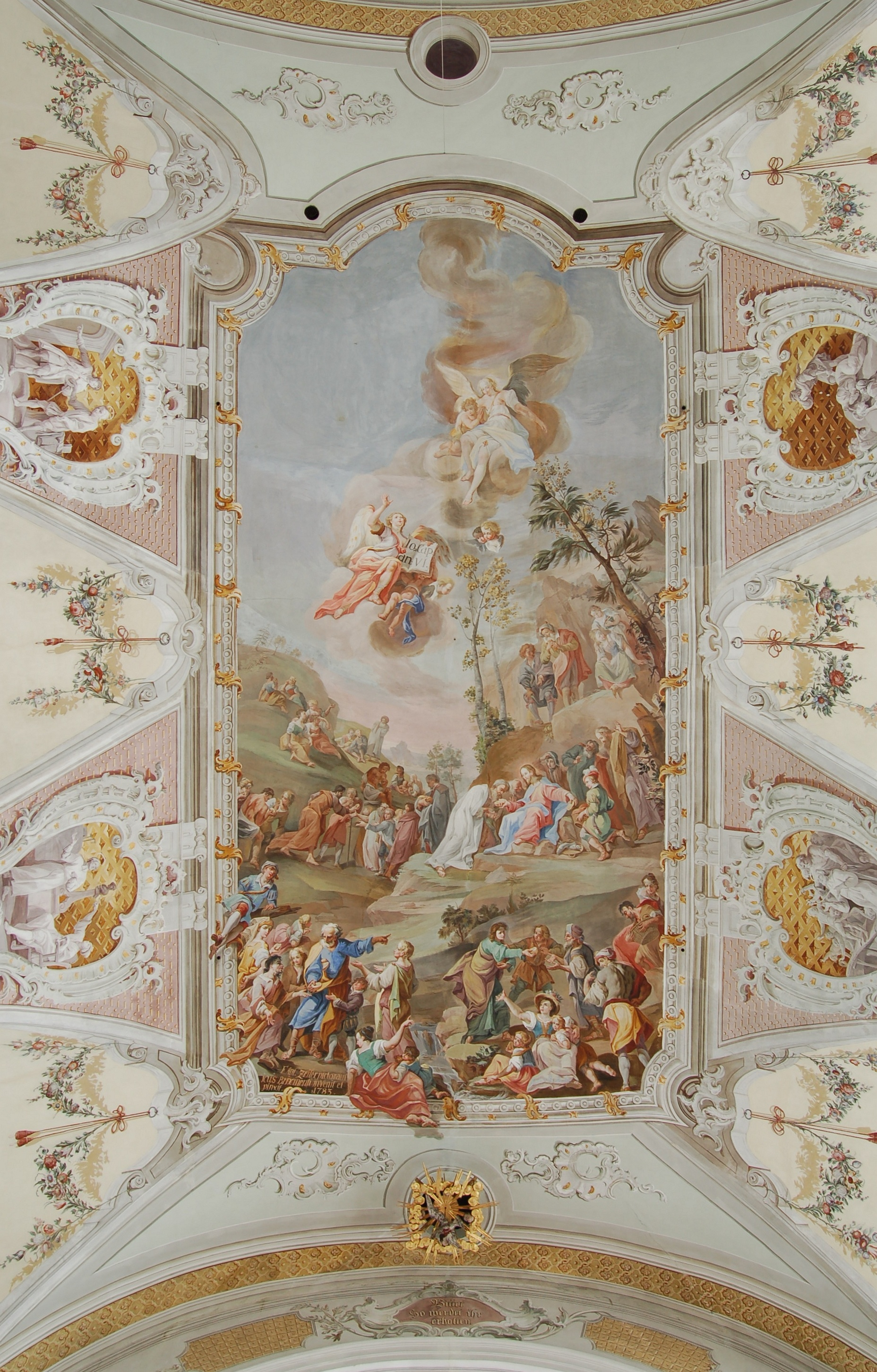
Deckenfresko „Wunder der Brotvermehrung“ im Langhaus

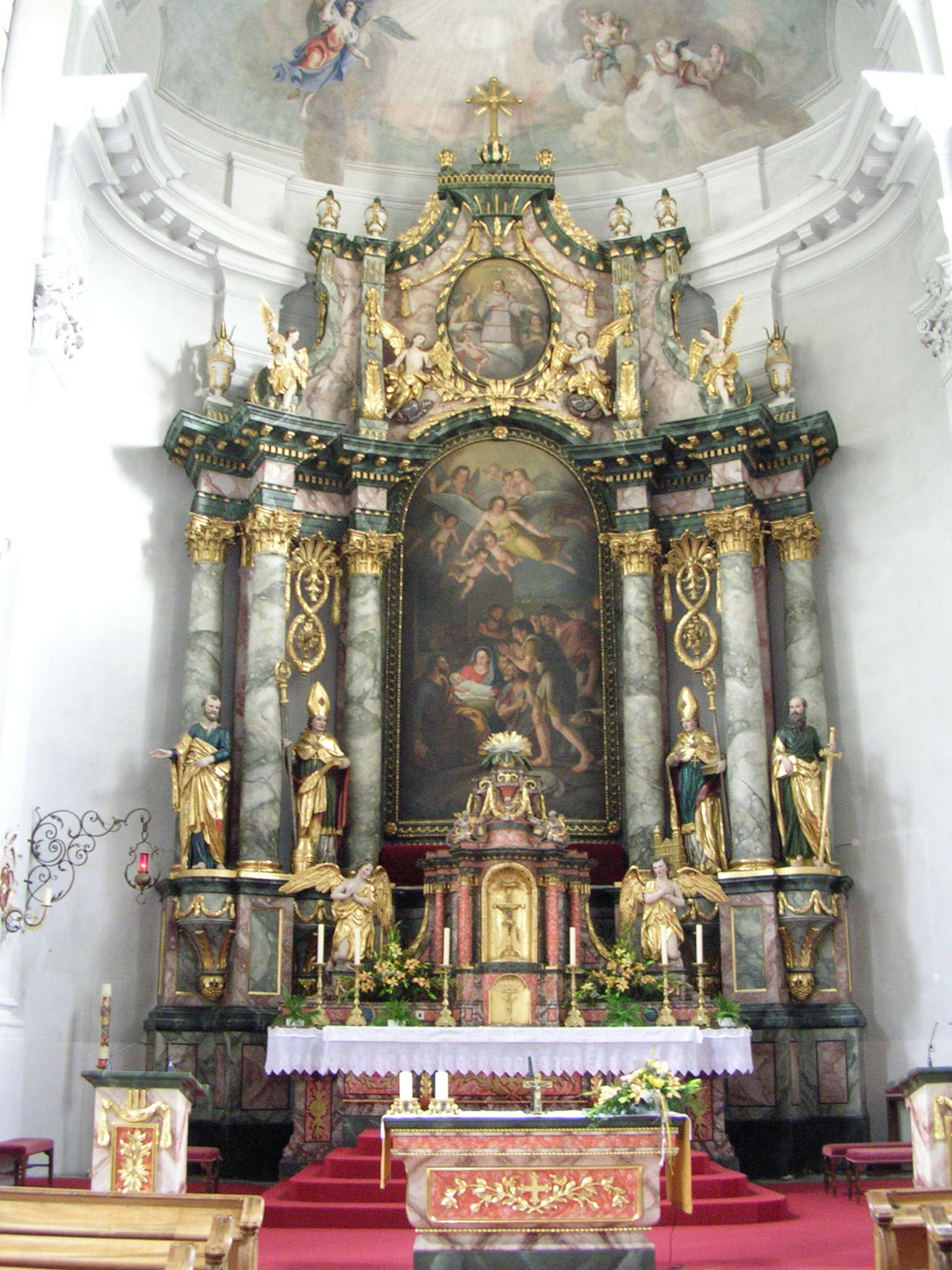
Hochaltar

### Bauwerksstruktur
Thomas Mayr wandte in seiner Kirche den Salzburger Klassizismus, wie ihn Wolfgang Hagenauer verkörperte, auf seine Weise an, indem er klassizistische Elemente wie das Langhaus mit einem an das Barock angelehnten Kuppelraum verband. Besonders deutlich werden klassizistische Elemente an der Außenfassade, die von gleichgestalteten Pilastern mit ionischen Halbkapitellen geprägt ist. Der Haupteingang der Kirche befindet sich an der westlichen Seite und führt durch den Turm in das durch wuchtige Wandpfeiler mit Doppelpilastern und Durchgängen in drei Joche unterteilte Langhaus. In der vertikalen Richtung trennen Emporen zwischen den Pfeilern sowie ein Zahnschnittgesims den Raum in drei Geschoße. Überwölbt wird der Raum von einem Tonnengewölbe mit Stichkappen. Nach dem Fronbogen (Gewölbebogen zwischen Altarraum und Kirchenschiff) folgt ein Raum, der durch die fehlenden Emporen ein querschiffartiges Aussehen erhält. Das mittlere, quadratische Joch wird von einer freskenverzierten Kuppel überragt, woran sich seitlich schmale Joche mit Tonnengewölben anschließen.

### Fresken und Stuckaturen
Ursprünglich war es den Matreiern im Sinne der Aufklärung verboten worden, die Kirche mit Fresken und Stuckaturen auszugestalten. Die Matreier ignorierten jedoch dieses Verbot und beauftragten den Brixener Hofmaler Franz Anton Zeiller mit der Ausführung der Fresken und Franz Graßmayr aus Innsbruck mit den Stuckarbeiten. Die Arbeiten, die bis 1783 abgeschlossen waren, wurden einstweilen vor dem Fürsterzbischof geheim gehalten. Im Gewölbe des Langhauses gestaltete Zeiller das „Wunder der Brotvermehrung“ und in den vier seitlichen Kartuschen zwei Szenen aus dem Martyrium des heiligen Alban. Ebenfalls von ihm stammt das große Kuppelfresko mit der Darstellung „Aufnahme des hl. Alban unter die Heiligen des Himmels“ sowie die vier Kirchenlehrer in den Kartuschen und im Chor die „Verehrung des Namen Jesu“ durch die himmlischen Geister. Später lieferte Zeiller auch ein später verschollenes Altarblatt und 15 Stationsbilder nach. Sich selbst verewigte der Künstler am linken Bildrand der Brotvermehrung. Graßmayr schuf 1784 noch die Stuckaturen an der Kanzel, während die Schnitzarbeiten vom Matreier Michael Hueber gefertigt wurden.

### Altäre
Mit der Ausführung des Hochaltars war ursprünglich der Bildhauer Petrus Schmid beauftragt worden. Der gebürtige Zillertaler, ansässig in Mittersill, stellte einige Statuen her, erfror jedoch bei der Überquerung des Felber Tauerns im Mai 1787. Die bereits fertiggestellten Statuen wurden in den späteren Hochaltar integriert. Für die nun neu zu projektierende Ausgestaltung wurde jedoch weder eine Ausführung in Marmor oder Stuck genehmigt, sondern es durfte nur Holz verwendet werden. Die Kriegswirren der Koalitionskriege hatten ein teureres Projekt verhindert. Der Bozener Maler und Lackierer Anton Simeth führte schließlich den Altar aus und übergab ihn 1805, während das Altarbild „Anbetung der Hirten“ und das Aufsatzbild „St. Alban“ vom letzten salzburgischen Hofmaler Andreas Nesselthaler 1807 geschaffen wurden. Für die Darstellung der anbetenden Hirten vor der Krippe nutzte Nesselthaler das Bild „Geburt Christi“ von Anton Raphael Mengs als Vorlage. Die Seitenaltäre wurden hauptsächlich von Michael Hueber gestaltet. ebenso das Orgelgehäuse, das 1805 in Weiß-Gold gefasst wurde. Die Orgel selbst, hergestellt von Johann Götz (Toblach), war hingegen bereits 1782 errichtet worden.

### Weitere Ausgestaltung
In der Pfarrkirche St. Alban befinden sich auch zahlreiche Werke des Bildhauers Johann Paterer und seiner Werkstätte. Nach seiner Rückkehr aus Italien schuf er die Statue des heiligen Sebastian (1738). Des Weiteren stammen von ihm ein Schutzengel in Schwebehaltung, der heilige Antonius von Padua mit Engeln und der heilige Josef mit Kind. Für den Hochaltar schuf er die Statuen der Heiligen Petrus und Paulus und für das Kanzeldach vier Engel und den guten Hirten.

### Orgel

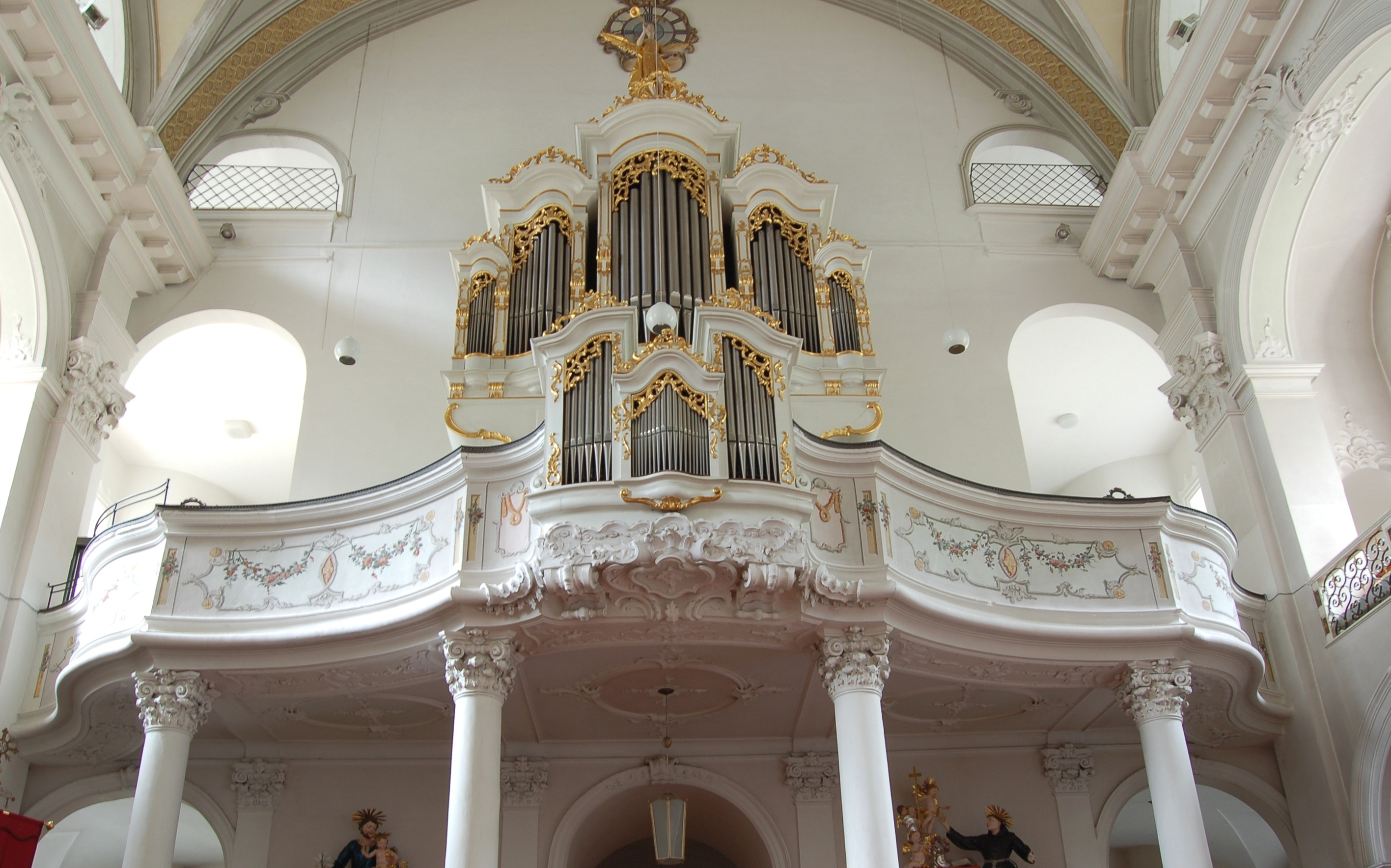
Orgel

Die Orgel auf der geschwungenen Empore der Matreier Pfarrkirche wurde 1875 von Franz (II.) Reinisch (Steinach a. Brenner) in das Gehäuse der Vorgängerorgel von Johann Götz (Toblach) aus dem Jahr 1782 eingebaut. Das Orgelgehäuse wurde das 1805 in Weiß-Gold gefasst. Die Reinisch-Orgel hat einen Umfang von 25 Registern, verteilt auf zwei Manuale und Pedal.

### Glocken
Fünf Kirchenglocken des sechsstimmigen Glockengeläuts im Kirchturm der Dekanatspfarrkirche wurden  1949 in der Glockengießerei Grassmayr (Innsbruck) gegossen. Glocke 3 entstand 1923 in der Berndorfer Glockengießerei. Das Geläut setzt sich so zusammen:
| Glocke      | 1       | 2       | 3       | 4      | 5      | 6      |
| ----------- | ------- | ------- | ------- | ------ | ------ | ------ |
| Gewicht     | 2636 kg | 1772 kg | 1083 kg | 557 kg | 346 kg | 200 kg |
| Durchmesser | 1610 mm | 1300 mm | 1230 mm | 940 mm | 850 mm | 710 mm |
| Schlagton   | h°      | cis′    | f′      | gis′   | h′     | cis″   |